# جیمز فلین (ورزشکار)
جیمز فلین (انگلیسی: James Flynn; ۸ اوت ۱۹۰۷ – ۱۵ اوت ۲۰۰۰) ورزشکار شمشیربازی اهل ایالات متحده آمریکا بود.
وی در مسابقات کشوری و بین‌المللی در مجموع برندهٔ ۱ مدال برنز شده‌است.